# Lycorina luzae
Lycorina luzae là một loài tò vò trong họ Ichneumonidae.